# World Vision International
A  Visão Mundial Internacional (em inglês:  World Vision International) é uma organização não governamental (ONG) internacional de ajuda humanitária, assente em princípios do cristianismo e fundada em 1950. Trabalha em parceria com a Unicef, a Organização Mundial da Saúde e a Organização Internacional do Trabalho. Sua sede internacional é em Londres, Reino Unido e seu presidente é Kevin Jenkins.

## História
Em 1947, Robert Pierce (Bob), um ministro baptista, parte para uma viagem missionária à Ásia. Durante uma visita à China, ele conhece Tena Hoelkedoer, uma professora que o apresenta a uma criança maltratada e abandonada. Como Hoelkedoer não tem os meios para cuidar da criança, ela pergunta a Pierce: "O que você pode fazer por ela?". Ele dá sua última nota de 5 dólares e concorda em enviar a mesma quantia a cada mês para ajudá-lo a cuidar da criança. A pobreza, o sofrimento humano e a situação das crianças órfãs desafiam Pierce, e ele promete se mobilizar em seu retorno aos Estados Unidos para atender a essas necessidades. Para fazer isso, ele tira fotos e as envia para os Estados Unidos. Assim, em 1950, Pierce fundou a World Vision International.
Em 1979, ela foi cofundadora o Conselho Evangélico de Responsabilidade Financeira.
Em 2022, trabalhou em 100 países e contava com 35.000 funcionários.

## Programas

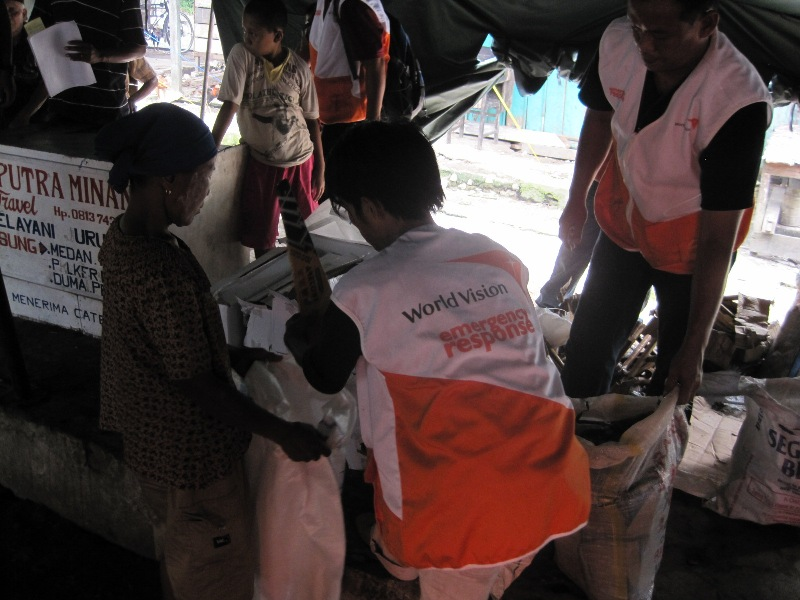
Distribuição de alimentos de emergência em uma área de desastre na Indonésia pela World Vision em 2009.

É a primeira ONG de apadrinhamento humanitário de crianças no mundo, com quinze milhões de crianças apadrinhadas). A World Vision prefere transmitir e ensinar competências em vez de bens materiais, a fim de permitir às pessoas beneficiadas tornarem-se autônomas. Na ajuda ao desenvolvimento de longa duração, a World Vision tem experiência em quatro domínios principais : acesso a água potável, alimentação, educação e saúde.
A ONG intervem igualmente no domínio da urgência humanitária.

## Resultados
Publica um relatório anual de prestação de contas, que detalha o uso de fundos para cada programa, custos de administração, salários de executivos, número de patrocínio infantil, montante de ajuda humanitária. direto.

## Certificações
Visão Mundial recebeu certificações de boa governança de organizações independentes, como Better Business Bureau e Charity Navigator.

## Site regional da Visão Mundial no Brasil
- Site da Visão Mundial no Brasil